# White Hot Blizzard ももいろクリスマス2013 美しき極寒の世界
『White Hot Blizzard ももいろクリスマス2013 美しき極寒の世界』（ホワイト ホット ブリザード　ももいろクリスマス2013　うつくしきごっかんのせかい）は、ももいろクローバーZが2013年12月23日に開催したライブ。Blu-ray & DVDとして発売されている。

## 概要
ライブが行われた西武ドームは上部を覆う屋根のみの半屋外構造のため、会場内の最低気温4度という過酷な状況下でのライブとなった。“Blizzard”（猛吹雪）をイメージしたセットが組まれ、メンバーは「お前ら、凍えながら燃え上がれ!」などと煽りながらパフォーマンスを行った。
グループが同所で行ったライブとしては最大規模の4万人を動員し、終盤では「国立競技場でのライブ開催」という重大発表がなされた。
このライブの模様は、テレビ埼玉、千葉テレビ、岐阜放送、KBS京都、サンテレビ、BS11で18時から19時まで生中継された。また、重大発表の模様はUstreamの公式チャンネルでも中継された。

### 国立ライブ発表の背景
2008年の結成後、「紅白歌合戦への出場」を夢見てきた同グループは、2010年のメジャーデビュー発表会見で、紅白とともに日本武道館でのライブ開催を目標として宣言。DVDで観た嵐のコンサート内容にも感銘を受け、デパートの屋上でライブを行った際には国立競技場をイメージした舞台を設営するなど、より多くの人前で歌を届けることを夢見てきた。その後、2011年にさいたまスーパーアリーナでの公演を行い、客席数に関しては武道館の目標をクリア。2012年には男性・女性客限定の各ライブを実際に武道館で実現し、大みそかには悲願であった紅白歌合戦出場も果たした。明けて2013年元日には、「国立競技場でのライブ開催」を正式に次の目標として宣言。しかし同所は2014年に取り壊されることが決定しており、ライブの開催が危ぶまれていた。

### 国立ライブ発表とメンバーの反応
ももいろクローバーZのライブでは松崎しげるが重大発表を行うのが恒例となっていたが、今回はディナーショーと日程が重なり西武ドームへ来ることができなかった。しかし、ライブ終盤に松崎からのビデオメッセージが突如流れ出し、国立競技場が改修される直前の時期である3月に、ライブが実現することがサプライズ発表された。これは女性グループでは初となる快挙であった。メンバーは驚きのあまりその場にへたり込み、寄り添い号泣しながら喜びを分かちあった。
続けて場内を回り、グループ結成時に初めて披露した曲である「あの空へ向かって」を歌った際には、涙で声が出なくなる場面も見受けられた。最後にメンバーがひとりずつ想いを述べ、リーダーの百田夏菜子は「こうやってたくさんの夢を叶えてる自分たちにビックリしながらも、どこまで行けるのかなって考えてみたりもします。もうこうなったら、ちょっと本当にあり得ない世界まで行ってみたいなって。みんなが想像できないような、モノノフさん［ファンの総称］がついて来れなくなるくらい私たちは走っていきたいなって思うし、なんだかんだついて来てくれることは知っているので、みんなであり得ないところまで進んでみませんか? みんなと一緒ならなんでもできる気がするんです」と語った。

### 村主章枝のゲスト出演
オープニングでは、オリンピック過去2度出場の村主章枝がフィギュアスケートを披露するとともにライブの幕開けとなった。このオファーがなされる直前に、全日本選手権の予選通過を逃し、3年連続で全日本の出場権を得られずソチ五輪への道が閉ざされた状況であった。現役続行の意欲を表明するも本人曰く、悶々とした状態であったという。そんな折、ゲスト出演という機会に恵まれた村主は「彼女たちのひたむきで、純粋な姿を見て、私が常にモットーとしている、『純粋な白い心でスケートを滑る』の原点に帰れた」とし、「いつか大きな会場で、いい作品をつくり、みなさんに喜んでいただきたいという夢、目標もできた」と述べた。その後、スポーツ番組でのコメンテーターの仕事などをしながら練習を続行。また、ももいろクローバーZのファンになったことを公言し国立競技場でのライブにも来場した。

## セットリスト
1. 僕等のセンチュリー
2. ミライボウル
3. 労働讃歌
4. サラバ、愛しき悲しみたちよ
5. GOUNN
6. 猛烈宇宙交響曲・第七楽章「無限の愛」
7. 空のカーテン　→　アニメ・ももクロ劇場「夏菜子サンタのデビュー戦」1
8. Twinkle Wink / Twinkle5
9. DNA狂詩曲
10. 仮想ディストピア
11. きみゆき
12. 鋼の意志
13. Chai Maxx
14. 走れ!　→　アニメ・ももクロ劇場「夏菜子サンタのデビュー戦」2
15. サンタさん
16. 泣いちゃいそう冬
17. いつか君が
18. 全力少女
19. ママがサンタにキッスした　→　行くぜっ!怪盗少女
20. 白い風
21. overture ～ももいろクローバーZ参上!!～（アンコール）
22. 黒い週末（アンコール）
23. 灰とダイヤモンド（アンコール）
24. あの空へ向かって（アンコール）
25. 赤鼻のトナカイ　→　サンタが町にやってくる　→　スターダストセレナーデ（アンコール）

特典映像（DVD & Blu-ray）
WHITE HOT でんぐり返し

## サポートメンバー
「ダウンタウンももクロバンド」と呼ばれるバンドによる生演奏が行われた。
- 武部聡志 - 音楽監督・キーボード
- 本間昭光 - バンドマスター・キーボード
- 清水俊也 - キーボード
- 松原“マツキチ”寛 - ドラムス
- 若森さちこ - パーカッション
- 安達貴史 - ベース
- 西川進 - ギター
- 佐藤大剛 - ギター
- 竹上良成 - サックス
- 村瀬和弘 - サックス
- 竹村直哉 - サックス
- ルイス・バジェ (Luis Valle) - トランペット
- 小林太 - トランペット
- 竹内悠馬 - トランペット
- 榎本裕介 - トロンボーン
- 鹿討奏 - トロンボーン
- marron - コーラス
- 加藤いづみ - コーラス

## 限定販売シングル「泣いちゃいそう冬/鋼の意志」
「泣いちゃいそう冬/鋼の意志」（ないちゃいそうふゆ/はがねのいし）は、この公演の会場などで限定販売されたももいろクローバーZのシングル。CDの販売終了後も音楽配信サイトでダウンロードが可能となっている。
独特の画法で知られるクリスチャン・ラッセンが、ジャケットのアートを手がけた（写真を見る）。

### 収録曲
1. 泣いちゃいそう冬 [4:25]
  - 作詞・作曲：広瀬香美 / 編曲：本間昭光
歌詞・動画 - 歌ネット
2. 鋼の意志 [5:42]
  - 作詞・作曲・編曲：高見沢俊彦（THE ALFEE）
歌詞・動画 - 歌ネット
3. 泣いちゃいそう冬 （off vocal ver.）
4. 鋼の意志（off vocal ver.）

### 参加ミュージシャン
泣いちゃいそう冬
- ギター：鳥山雄司
- ベース：安達貴史
- ストリングス：弦一徹Strings
- 他の楽器：本間昭光

鋼の意志
- エレクトリックギター & コーラス：高見沢俊彦
- プログラミング：本田優一郎

## ライブビューイング
この公演は、『直送ももクロvol.12 平面革命「ももいろクリスマス2013」西武ドーム大会』として、全国の映画館とライブハウスにてライブビューイングが行われた。
| 都道府県 | 市区町村   | 劇場名                                |
| -------- | ---------- | ------------------------------------- |
| 北海道   | 札幌市     | ディノスシネマズ札幌劇場              |
| 北海道   | 札幌市     | 札幌シネマフロンティア                |
| 青森県   | 弘前市     | イオンシネマ弘前                      |
| 宮城県   | 仙台市     | MOVIX仙台                             |
| 宮城県   | 黒川郡     | 109シネマズ富谷                       |
| 東京都   | 港区       | TOHOシネマズ 六本木ヒルズ             |
| 東京都   | 港区       | お台場シネマメディアージュ            |
| 東京都   | 港区       | Stellar Ball                          |
| 東京都   | 新宿区     | 新宿ピカデリー                        |
| 東京都   | 渋谷区     | TOHOシネマズ 渋谷                     |
| 東京都   | 豊島区     | シネマサンシャイン池袋                |
| 東京都   | 板橋区     | イオンシネマ板橋                      |
| 東京都   | 八王子市   | TOHOシネマズ 南大沢                   |
| 東京都   | 武蔵村山市 | イオンシネマむさし村山                |
| 神奈川県 | 横浜市     | イオンシネマみなとみらい              |
| 神奈川県 | 横浜市     | イオンシネマ北港ニュータウン          |
| 神奈川県 | 川崎市     | TOHOシネマズ 川崎                     |
| 神奈川県 | 川崎市     | チネチッタ                            |
| 神奈川県 | 海老名市   | TOHOシネマズ 海老名                   |
| 千葉県   | 千葉市     | シネプレックス幕張                    |
| 千葉県   | 市川市     | TOHOシネマズ 市川コルトンプラザ       |
| 埼玉県   | さいたま市 | MOVIXさいたま                         |
| 埼玉県   | 越谷市     | イオンシネマ越谷レイクタウン          |
| 埼玉県   | 鶴ヶ島市   | シネプレックスわかば                  |
| 茨城県   | 水戸市     | シネプレックス水戸                    |
| 栃木県   | 宇都宮市   | TOHOシネマズ 宇都宮                   |
| 群馬県   | 伊勢崎市   | プレビ劇場ISESAKI                     |
| 静岡県   | 浜松市     | TOHOシネマズ 浜松                     |
| 愛知県   | 名古屋市   | 109シネマズ名古屋                     |
| 愛知県   | 名古屋市   | ミッドランドスクエアシネマ            |
| 愛知県   | 名古屋市   | イオンシネマ大高                      |
| 愛知県   | 安城市     | 安城コロナシネマワールド              |
| 岐阜県   | 各務原市   | イオンシネマ各務原                    |
| 新潟県   | 新潟市     | イオンシネマ新潟南                    |
| 石川県   | 金沢市     | 金沢コロナシネマワールド              |
| 富山県   | 富山市     | TOHOシネマズ ファボーレ富山           |
| 大阪府   | 大阪市     | TOHOシネマズ 梅田                     |
| 大阪府   | 大阪市     | 大阪ステーションシティシネマ          |
| 大阪府   | 大阪市     | TOHOシネマズ なんば                   |
| 大阪府   | 大阪市     | なんばパークスシネマ                  |
| 大阪府   | 泉南市     | イオンシネマりんくう泉南              |
| 京都府   | 京都市     | TOHOシネマズ 二条                     |
| 京都府   | 京都市     | MOVIX京都                             |
| 兵庫県   | 神戸市     | 109シネマズHAT神戸                    |
| 兵庫県   | 西宮市     | TOHOシネマズ 西宮OS                   |
| 岡山県   | 岡山市     | TOHOシネマズ 岡南                     |
| 広島県   | 広島市     | 109シネマズ広島                       |
| 愛媛県   | 松山市     | シネマサンシャイン衣山                |
| 福岡県   | 福岡市     | TOHOシネマズ 天神                     |
| 福岡県   | 福岡市     | ユナイテッド・シネマ キャナルシティ13 |
| 長崎県   | 長崎市     | TOHOシネマズ 長崎                     |
| 熊本県   | 熊本市     | シネプレックス熊本                    |
| 沖縄県   | 那覇市     | シネマQ                               |